# Jüdische Gemeinde Weisenheim am Sand
Die Jüdische Gemeinde Weisenheim am Sand  im rheinland-pfälzischen Landkreis Bad Dürkheim bestand vom Anfang des 19. Jahrhunderts bis ins Jahr 1900.

## Geschichte
Die kleine jüdische Gemeinde in Weisenheim am Sand  bestand seit dem Anfang des 19. Jahrhunderts. Die größte Mitgliederzahl erreichte sie mit 31 Gemeindemitgliedern im Jahr 1825. Ab diesem Zeitpunkt ging die Zahl der Gemeindemitglieder immer weiter zurück. Ab 1900 gehörten die verbliebenen Gemeindemitglieder zur Kultusgemeinde Lambsheim. 1933 lebten noch 18 jüdische Einwohner in Weisenheim. Ab 1933, nach der Machtergreifung Adolf Hitlers, wurden die jüdischen Einwohner immer mehr entrechtet. Zudem kam es immer wieder zu antijüdischen Aktionen. Dies hatte zur Folge, dass viele jüdischen Familien die Gemeinde verließen. Die letzten  Einwohner jüdischen Glaubens wurden im Oktober 1940 im Zuge der sogenannten Wagner-Bürckel-Aktion in das französische Internierungslager Gurs deportiert.

## Entwicklung der jüdischen Einwohnerzahl
| Jahr | Juden | Jüdische Familien | Bemerkung |
| ---- | ----- | ----------------- | --------- |
| 1801 | 17    |                   |           |
| 1808 | 15    |                   |           |
| 1825 | 31    |                   |           |
| 1900 | 16    |                   |           |
| 1933 | 18    |                   |           |

Quelle: alemannia-judaica.de

## Einrichtungen

### Synagoge
Die Synagoge wurde 1855 errichtet. 1900 wurde das baufällige Gebäude nach Auflösung der Gemeinde versteigert.

### Friedhof
Die Toten der Gemeinde wurden seit dem 16. Jahrhundert auf dem jüdischen Friedhof in Lambsheim beigesetzt.

## Opfer des Holocaust
Das Gedenkbuch – Opfer der Verfolgung der Juden unter der nationalsozialistischen Gewaltherrschaft 1933–1945 und die Zentrale Datenbank der Namen der Holocaustopfer von Yad Vashem führen 11 Mitglieder der jüdischen Gemeinschaft Weisenheim am Sand (die dort geboren wurden oder zeitweise lebten) auf, die während der Zeit des Nationalsozialismus ermordet wurden.
| Name       | Vorname            | Todeszeitpunkt    | Alter     | Ort des Todes                  | Bemerkung | Quellen |
| ---------- | ------------------ | ----------------- | --------- | ------------------------------ | --- | --- |
| Binnheimer | Max                | 23. März 1940     | 48 Jahre  | Konzentrationslager Buchenwald | Vom 10. Mai 1939 bis 26. September 1939 im Konzentrationslager Dachau inhaftiert. Ab 26. September 1939 im Konzentrationslager Buchenwald. | Yad Vashem (Datenbank, Datensatz Nr. 11474643) / Gedenkbuch für die Opfer der NS-Judenverfolgung in Deutschland                              |
| Binnheimer | Auguste            | unbekannt         | unbekannt | Konzentrationslager Auschwitz  | Deportation am 22. Oktober 1940 nach Internierungslager Gurs. Deportation am 14. August 1942 nach Konzentrationslager Auschwitz (Transport19, Zug 901-14).                                                                                      | Yad Vashem (Datenbank, Datensatz Nr. 11481752 und Nr. 3161786) / Gedenkbuch für die Opfer der NS-Judenverfolgung in Deutschland              |
| Friedmann  | Leopold            | 10. November 1938 | 69 Jahre  | Karlsruhe                      | Bei den Novemberpogromen 1938 ums Leben gekommen. | Gedenkbuch für die Opfer der NS-Judenverfolgung in Deutschland                                                                               |
| Friedmann  | Moses              | 19. Februar 1942  | 78 Jahre  | Internierungslager Noé         | Deportation am 22. Oktober 1940 nach Internierungslager Gurs. | Gedenkbuch für die Opfer der NS-Judenverfolgung in Deutschland                                                                               |
| Mayer      | David              | unbekannt         | unbekannt | Konzentrationslager Auschwitz  | Deportation am 22. Oktober 1940 nach Internierungslager Gurs. Deportation am 10. August 1942 ab Sammellager Drancy nach Konzentrationslager Auschwitz.                                                                                          | Yad Vashem (Datenbank, Datensatz Nr. 11590746) / Gedenkbuch für die Opfer der NS-Judenverfolgung in Deutschland                              |
| Mayer      | Friederike (Frida) | unbekannt         | unbekannt | Konzentrationslager Auschwitz  | Deportation am 22. Oktober 1940 nach Internierungslager Gurs. Deportation am 10. August 1942 ab Sammellager Drancy nach Konzentrationslager Auschwitz.                                                                                          | Yad Vashem (Datenbank, Datensatz Nr. 11590885) / Gedenkbuch für die Opfer der NS-Judenverfolgung in Deutschland                              |
| Mayer      | Otto               | unbekannt         | unbekannt | Konzentrationslager Auschwitz  | Vom 12. November 1938 bis 12. Januar 1939 im Konzentrationslager Dachau inhaftiert. Deportation am 22. Oktober 1940 nach Internierungslager Gurs. Deportation am 10. August 1942 ab Sammellager Drancy nach Konzentrationslager Auschwitz.      | Yad Vashem (Datenbank, Datensatz Nr. 11591377) / Gedenkbuch für die Opfer der NS-Judenverfolgung in Deutschland                              |
| Mayer      | Simon              | 13. Juli 1943     | 70 Jahre  | Ghetto Theresienstadt          | Deportation ab Frankfurt am Main am 1. September 1942 nach Ghetto Theresienstadt. | Yad Vashem (Datenbank, Datensatz Nr. 11591523) / Gedenkbuch für die Opfer der NS-Judenverfolgung in Deutschland                              |
| Roßmann    | Liselotte          | unbekannt         | unbekannt | Konzentrationslager Auschwitz  | Deportation am 22. Oktober 1940 nach Internierungslager Gurs. Deportation am 7. Dezember 1943 ab Sammellager Drancy nach Konzentrationslager Auschwitz.                                                                                         | Yad Vashem (Datenbank, Datensatz Nr. 11618803) / Gedenkbuch für die Opfer der NS-Judenverfolgung in Deutschland                              |
| Roßmann    | Moritz             | unbekannt         | unbekannt | Konzentrationslager Auschwitz  | Vom 12. November 1938 bis 28. Dezember 1938 im Konzentrationslager Dachau inhaftiert. Deportation am 22. Oktober 1940 nach Internierungslager Gurs. Deportation am 11. September 1942 ab Sammellager Drancy nach Konzentrationslager Auschwitz. | Yad Vashem (Datenbank, Datensatz Nr. 11618805) / Gedenkbuch für die Opfer der NS-Judenverfolgung in Deutschland                              |
| Roßmann    | Toni               | unbekannt         | unbekannt | Konzentrationslager Auschwitz  | Deportation am 22. Oktober 1940 nach Internierungslager Gurs. Deportation am 7. Dezember 1943 ab Sammellager Drancy nach Konzentrationslager Auschwitz (Transport 64).                                                                          | Yad Vashem (Datenbank, Datensatz Nr. 11618810, Nr. 3213450 und Nr. 7903161) / Gedenkbuch für die Opfer der NS-Judenverfolgung in Deutschland |